# Zjeleznogorsk (Kursk oblast)
 Ikke at forveksle med byen Zjeleznogorsk-Ilimskij i Irkutsk oblast i Rusland.
Zjeleznogorsk (russisk: Железногорск, i betydningen jernets by) er en mineby i den sydvestlige del af den europæiske del af Rusland. Den har et indbyggertal på 97.038 (2021) indbyggere.
Zjeleznogorsk ligger i Kursk oblast ca. 90 kilometer nordvest for byen Kursk og er den næststørste by i Kursk oblast. Den blev grundlagt i 1957 for at udvinde forekomsterne af jernmalm i Magnetanomalien ved Kursk og fik status af by i 1962.